# Compsocephalus rotteveeli
Compsocephalus rotteveeli är en skalbaggsart som beskrevs av Alain Drumont 1996. Compsocephalus rotteveeli ingår i släktet Compsocephalus och familjen Cetoniidae. Inga underarter finns listade i Catalogue of Life.